# It! The Terror from Beyond Space
It! The Terror from Beyond Space este un film SF american din 1958 regizat de Edward L. Cahn. În rolurile principale joacă actorii Marshall Thompson, Shawn Smith, Kim Spalding.
Filmul a fost distribuit de United Artists ca un program dublu cu Curse of the Faceless Man.

## Prezentare
Povestea implică a doua misiune a Pământului pe Marte pentru a descoperi soarta lui Challenge 141 și a echipajului său. Doar un singur supraviețuitor este găsit încă în viață din acea navă spațială prăbușită. Supraviețuitorul, fostul comandant al expediției, susține că echipajul său a fost ucis de o formă ostilă de viață marțiană. Nimeni de pe nava de salvare nu-l crede până când creatura, acum un clandestin, începe să vâneze echipajul în călătoria lor de întoarcere pe Pământ.
Premisa filmului a fost citată ca o inspirație pentru scenariul lui Dan O'Bannon pentru filmul clasic din 1979 al lui Ridley Scott, Alien.

## Actori
- Marshal Thompson
- Shirley Patterson
- Kim Spalsing
- Ann Doran
- Dabbs Greer
- Paul Langton
- Robert Bice
- Richard Benedict
- Richard Hervey
- Thom Carney
- Ray Crash